# Mariano Viñas Dordal
Mariano Viñas Dordal (Moyá, 1868 - Barcelona, 29 de diciembre de 1954) fue un sacerdote, compositor y maestro de capilla español.

## Vida
Procedente de una familia de campesinos de vocación musical, donde destacaba su hermano Francisco Viñas, que llegaría a ser un famoso tenor, empezó a estudiar solfeo desde muy joven. Cursó estudios eclesiásticos en el seminario de Vich y se licenció en Valencia. Fue ordenado sacerdote en 1891 y comenzó a ejercer el ministerio, trabajando de coadjutor en las parroquias de San Pedro de Osor y de Roda de Ter.
En 1894 se marchó a Roma, donde estudió armonía, contrapunto, fuga, composición e instrumentación con el maestro Gaetano Capocci (1811-1898) o Filippo Capocci (1840-1911). Volvió a Barcelona y parece que continuó su formación musical con los maestros Antoni Nicolau y Enric Morera.
En el dominio eclesiástico, fue adjutor de San Juan de Gracia (1898) y de San Francisco de Paula de Barcelona (1900, 1904), ecónomo de la Iglesia de San Adrián de San Adrián de Besós, organista de San Cucufate (1911, 1912) y beneficiado de la Basílica de la Merced.
Finalmente, obtuvo por oposición la plaza de maestro de capilla de la Catedral de Barcelona en noviembre de 1912 y permaneció en el cargo hasta su fallecimiento, compartiéndolo con los maestros José Marraco y Ferrer (maestro de capilla jubilado, con rango honorífico de por vida) primero y más tarde con José Sancho Marraco. Durante la Guerra civil vivió exiliado en Roma.

## Obra
Fue autor de un gran número de composiciones de música sacra, incluyendo misas, aunque también cultivó el lied, la música de piano y de cámara. Mucha de esta producción se conserva en la abadía de Montserrat.
Selección:
- Brindis de Pascua, para coro mixto, premiada en la V Fiesta de la Música organizada por el Orfeón Catalán en 1910;
- Canigó (1948), sardana;[5]
- Jesu mí (1917), para coro;
- Lauda Sion (1915), misa a tres voces y orquesta;
- Misa (1894);
- Misa de la Inmaculada (1906), para orquesta;
- Misa solemne (1898), a dos coros;
- Misa Spiritus Domini (1896), a cuatro voces y órgano, estrenada en la Basílica de San Juan de Letrán, dedicada al obispo Morgades:
- La pastorcilla (1911), canción premiada en el certamen artístico-literario de Olot;
- Saludarios Hostia (1905), para voz;
- Sardana premiada en los Juegos Florales de La Bisbal del Ampurdán en 1911;
- Sueño de Jesús, melodía á Solo y Chor de ángeles, con letra de Jaime Boloix;
- Toda pulchra est María (1917), para coro;
- La Virginitat triomfant, drama sacre musical en un acte i en vers con letra de Tomàs Bellpuig;[6]
- Composiciones basadas en poesías de Jacinto Verdaguer: Maria, dolça Mare del bon Déu (1892); Lo pecador a Jesús (1896);[7] L'encís, cant de les fades (Flor Natural en la IV Fiesta de la Música Catalana de 1908, con letra de unos versos del poema Canigó ; Lo plor de la tórtora (1909); Lluny de ma terra (ganadora de la VI Fiesta de la Música Catalana, en 1911), La Goja de Banyoles (premio de composición musical en el XXIII Certamen literario de Olot de 1912);[3] Qué t'he fet, oh poble meu; Pastorella; Sant Joan de la Creu; Sentint un rossinyol; A Maria, dolça mare; Lo Noi de la Mare; Cant d'amor (Les 3 volades); Cant de gentil; Canigó, sardana.[8]